# Peter Riegert
Peter Riegert (ur. 11 kwietnia 1947 w Nowym Jorku) – amerykański aktor, scenarzysta, reżyser i producent filmowy.

## Życiorys

### Wczesne lata
Urodził się w nowojorskim Bronxie w rodzinie żydowskiej jako syn Lucille (z domu Atkins), nauczycielki gry na fortepianie, i Miltona Riegerta, hurtownika żywności. Wychowywał się w Hartsdale. W 1964 ukończył Ardsley High School w Ardsley. Studiował na Uniwersytecie Stanu Nowy Jork w Buffalo. Pracował na wielu stanowiskach, w tym jako nauczyciel, kelner i jako pracownik socjalny.

### Kariera
W 1975 zadebiutował na Broadwayu jako Słodziak w musicalu Dance With Me z Deborah Rush. Grał też w przedstawieniach na Off-Broadwayu takich jak Seksualna perwersja w Chicago (1976) Davida Mameta jako Danny Shapiro czy Urodziny Stanleya (1987, 1989) autorstwa noblisty Harolda Pintera jako Goldberg.
Stał się znany ze swoich ról jako Donald „Boone” Schoenstein w komedii Johna Landisa Menażeria (1978), dyrektor firmy naftowej „Mac” MacIntyre w komediodramacie Billa Forsytha Biznesmen i gwiazdy (1983), właściciel sklepu z marynatami Sam Posner w komedii romantycznej Zmień kapelusz (Crossing Delancey, 1988) z Amy Irving i producent rękawic Lou Levov w debiucie reżyeserskim Ewana McGregora Amerykańska sielanka (2016) na motywach powieści Philipa Rotha. Wyreżyserował film krótkometrażowy Courier (2000), za który był nominowany wraz z producentem Ericką Frederick do Oscara za najlepszy krótkometrażowy film akcji „na żywo”.
W telewizji występował jako senator stanowy Ronald Zellman w trzecim i czwartym sezonie serialu HBO Rodzina Soprano (2001–2002), jako George Moore w pierwszym sezonie serialu FX Damages (2007) i w roli Davida Sachsa, ojca Eliego (Seth Green) w sitcomie Ojcowie (2013–2014). Był nominowany do nagrody Primetime Emmy Award za rolę prezesa i dyrektora generalnego publicznej spółki holdingowej Andover National Corporation - Petera A. Cohena w komediodramacie HBO Rekiny Manhattanu (Barbarians at the Gate, 1993) u boku Jamesa Garnera i Jonathana Pryce’a.

## Filmografia

### Filmy
- 1978: Menażeria jako Donald „Boon” Schoenstein
- 1983: Biznesmen i gwiazdy jako Eric McMerkin
- 1990: Szok dla systemu jako Robert Benham
- 1991: Oskar, czyli 60 kłopotów na minutę jako Aldo
- 1994: Maska jako porucznik Mitch Kellaway
- 2000: Traffic jako prokurator Michael Adler
- 2011: Kupiliśmy zoo jako Delbert McGinty
- 2013: Dzień w Middleton jako Boneyard Sims
- 2016: Amerykańska sielanka jako Lou Levov

### Seriale TV
- 1977: M*A*S*H jako kapral Igor Straminsky
- 1996: Prawo i porządek jako Jerold Dixon
- 1998: Kroniki Seinfelda jako Kimbrough
- 2001-2002: Rodzina Soprano jako senator Ronald Zellman
- 2003: Głowa rodziny jako Max Weinstein (głos)
- 2004-2007: Prawo i porządek: sekcja specjalna jako Chauncey Zeirko
- 2010-2011: Pogoda na miłość jako dr August Kellerman
- 2007: Układy jako George Moore
- 2008: Kaszmirowa mafia jako Len Dinerstein
- 2009: Uczciwy przekręt jako Peter Blanchard
- 2009-2012: Żona idealna jako sędzia Harvey Winter
- 2013-2014: Ojcowie jako David Sachs
- 2015: Sex&Drugs&Rock&Roll jako Ted
- 2017-2019: Unbreakable Kimmy Schmidt jako Artie Goodman
- 2018: Rodzina w oparach jako Walter